# Germantown Cricket Club

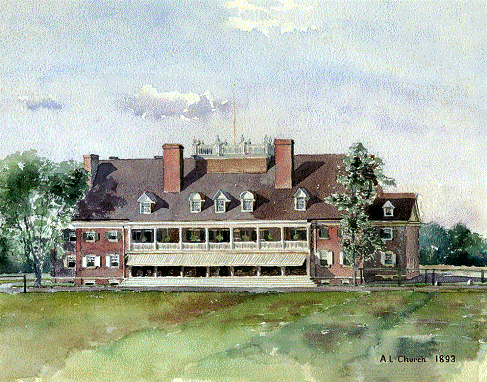
Le club house du Germantown Cricket Club en 1893.

Le Germantown Cricket Club est un club de cricket situé dans le quartier de Germantown à Philadelphie, en Pennsylvanie.

## Histoire
C'est l'un des quatre principaux clubs de cricket de la ville et l'un des clubs contribuant à la célèbre équipe de cricket de Philadelphie.
Il est fondé le 1er août 1854 au nord-ouest de la ville actuelle.
Son club house est construit en 1890 par le cabinet d'architectes McKim, Mead and White qui a aussi conçu le club de tennis du casino de Newport, là où se serait déroulé les premières parties de tennis en Amérique. L'US National Tennis Championship (l'ancien nom de l'US Open de tennis) est joué sur les courts en gazon du Germantown Cricket Club de 1921 à 1923, le temps que les infrastructures du West Side Tennis Club soient rénovées.
Le club est situé à Nicetown de 1877 à 1890 avant de déménager sur son site actuel de Manheim Street après la fusion avec le Young America Cricket Club en 1890. Actuellement, il détient des infrastructures de tennis, de squash ou encore de natation.